# Estrella (metropolitana di Madrid)
Estrella è una stazione della Metropolitana di Madrid, che serve la linea 9.
Si trova sotto all'autostrada M-30 che circonda Madrid, perpendicolare ad essa e seguendo l'asse del Camino de Vinateros e la Calle Estrella Polar, tra i distretti Moratalaz e Retiro.

## Storia
La stazione è stata inaugurata il 31 gennaio 1980 assieme al primo tratto della linea che andava da Sainz de Baranda a Pavones.

## Accessi
Vestibolo Moratalaz
- Vinateros, pares Camino de Vinateros, 10
- Vinateros, impares Camino de Vinateros, 1

Vestíbulo Estrella mecanizzazione permanente
- Estrella Polar Calle Sirio, 34